# Carole Aurouet
Pour les articles homonymes, voir Aurouet.
Carole Aurouet est une universitaire française, née le 26 mars 1973 à Paris.

## Biographie
Née à Paris le 26 mars 1973, Carole Aurouet est docteure en littérature et civilisation françaises et latines de l’université Sorbonne Nouvelle-Paris 3 (CNU 9e section) et professeure des universités en études cinématographiques at audiovisuelles à l’université Gustave-Eiffel (CNU 18e section).
Spécialiste de l’œuvre protéiforme de Jacques Prévert (théâtre, poésie, cinéma, collages), elle a aussi centré ses recherches sur les relations qu’entretiennent la littérature et le cinéma, et plus spécifiquement la poésie et le cinéma.

## Publications
- Revoir le cinéma muet en France (1908-1919), avec Béatrice de Pastre et Laurent Véray, éditions Le Sonneur, 2023.
- Musidora qui-êtes-vous ?, avec Marie-Claude Cherqui et Laurent Véray, éditions de Grenelle, 2022[3].
- Les Enfants du paradis de Marcel Carné, éditions Gremese, 2022.
- Jacques Prévert, détonations poétiques, codirection avec Marianne Simon-Oikawa, Classiques Garnier, 2019.
- Pierre Albert-Birot (1876-1967): Un pyrogène des avant-gardes, codirection avec Marianne Simon-Oikawa, PUR, 2019.
- Le Cinéma de Guillaume Apollinaire. Des manuscrits inédits pour un nouvel éclairage, éditions de Grenelle, 2018.
- L'Étoile de mer, poème de Robert Desnos tel que l'a vu Man Ray, éditions Gremese, 2018[4].
- Prévert et Paris. Promenades buissonnières, Parigramme, 2017.
- Prévert et le cinéma, Les Nouvelles Éditions Jean-Michel Place, coll. « Le cinéma des poètes », 2017.
- Jacques Prévert. Une vie, Les Nouvelles Éditions JMP, 2017, 223 p.
- Cinéma. Scénarios inédits de Jacques Prévert, Présentation des scénarios inédits et commentaires de la filmographie par Carole Aurouet, préface de N.T. Binh, Gallimard, Folio, 2017.
- Apollinaire, le regard du poète, Claire Bernardi, Laurence Des Cars et Cécile Girardeau [dir.], Gallimard/Musée d'Orsay et de l'Orangerie, 2016, 320 p.(catalogue de l'exposition au musée de l'Orangerie, du 6 avril au 18 juillet 2016 ; chapitre sur le cinéma)
- Desnos et le cinéma, Les Nouvelles Éditions Jean-Michel Place, coll. « Le cinéma des poètes », 2016, 112 p.
- Les Dessins hypnotiques de Robert Desnos, édition établie et présentée par Carole Aurouet, Les Nouvelles Éditions Jean-Michel Place, coll. « Dessins Décrivain », 2015, 80 p.
- Le cinéma des poètes. De la critique au ciné-texte, Le Bord de l'eau, coll. « Ciné-Politique », 2014, 299 p.[5]
- Émile Savitry. Un récit photographique, Gallimard, Paris, 2013, 144 p. : "La Fleur de l'âge, le film maudit de Marcel Carné et Jacques Prévert" par Carole Aurouet, suivi de "Savitry est peintre" de Sophie Malexis[6].
- Le Cinéma dessiné de Jacques Prévert, Textuel, Paris, 2012, 192 p.[7],[8]
- L'Amitié selon Prévert,Textuel, Paris, 2012, 144 p.[9]
- Les Enfants du paradis, Laurent Mannoni, Stéphanie Salmon [dir.], éditions Xavier Barral, 2012 (catalogue de l'exposition de la Cinémathèque française 24 octobre 2012 au 27 janvier 2013 ; articles sur le scénario de Jacques Prévert, et le quatuor Marcel Carné, Joseph Kosma, Jacques Prévert, Alexandre Trauner).
- Poésie vivante - Hommage à Arlette Albert-Birot, textes recueillis et présentés par Carole Aurouet et Marianne Simon-Oikawa, Honoré Champion, coll. « Poétiques et esthétiques XXe – XXIe siècles », 2012, 388 p.
- Bernard Chardère, 60 ans de cinéma, dir. Carole Aurouet, Les Nouvelles éditions Jean-Michel Place, Paris, 2012, 253 p.
- Petit Jacques deviendra Prévert, texte de Carole Aurouet, illustrations de Bruno Heitz, Éditions Rue du Monde, 2011, 48 p.
- Jacques Prévert, Paris la belle, Eugénie Bachelot-Prévert, N.T. Binh [dir.], Flammarion, 2008, 271 p. (catalogue de l'exposition à l'Hôtel de ville de Paris du 24 octobre 2008 au 28 février 2009 ; chapitre sur la poésie)
- Jacques Prévert,Paris la belle. Le catalogue jeunesse, préface de Eugénie Bachelot Prévert et N.T. Binh, Flammarion, Paris, 2008, 64 p.
- Prévert, portrait d’une vie, préface de Bernard Chardère, Ramsay, Paris, 2007, 239 p.
- Jacques Prévert, l’humour de l’art, préface de Jacqueline Duhême, Naïve, Paris, 2007, 218 p.
- Contes et légendes à l'écran, dir. Carole Aurouet, CinémAction, no 116, éditions Corlet, 2005, 285 p.
- Les Scénarios de Jacques Prévert, préface de Nelly Kaplan, Dreamland, 2003, Paris, 256 p.
- Prévert, frontières effacées, actes du colloque organisé en décembre 2000 à Paris III/Sorbonne Nouvelle pour le centenaire de la naissance de Jacques Prévert, textes rassemblés et présentés par Carole Aurouet, Daniel Compère, Danièle Gasiglia-Laster et Arnaud Laster, éditions L’Age d’homme, Paris, 2003, 216 p.
- Jacques Prévert qui êtes aux cieux, dir. Carole Aurouet, CinémAction, no 98, éditions Corlet/Télérama, 2001, 176 p.